# 西北港 (紐約州)
西北港（英語：Northwest Harbor）是位於美國紐約州薩福克縣的普查規定居民點。

## 人口
根據2020年美國人口普查的數據，西北港的面積為51.93平方千米，當中陸地面積為37.49平方千米，而水域面積為14.43平方千米。當地共有人口4637人，而人口密度為每平方千米89.29人。